# یواس‌اس مارگو (اس‌پی-۸۷۰)
یواس‌اس مارگو (اس‌پی-۸۷۰) (به انگلیسی: USS Margo (SP-870)) یک کشتی بود که طول آن ۶۵ فوت (۲۰ متر) بود. این کشتی در سال ۱۹۱۳ ساخته شد.